# Некуза (Вісконсин)
Некуза (англ. Nekoosa) — місто (англ. city) в США, в окрузі Вуд штату Вісконсин. Населення — 2449 осіб (2020).

## Географія
Некуза розташована за координатами 44°18′47″ пн. ш. 89°54′28″ зх. д. / 44.31306° пн. ш. 89.90778° зх. д. (44.313177, -89.907891).  За даними Бюро перепису населення США в 2010 році місто мало площу 8,78 км², з яких 8,76 км² — суходіл та 0,03 км² — водойми.

## Демографія
Згідно з переписом 2010 року, у місті мешкало 2580 осіб у 1065 домогосподарствах у складі 688 родин. Густота населення становила 294 особи/км².  Було 1135 помешкань (129/км²).
Расовий склад населення:
| - 93,3 % — білих - 1,4 % — корінних американців - 0,8 % — чорних або афроамериканців - 0,5 % — азіатів - 1,8 % — осіб інших рас |

До двох чи більше рас належало 2,2 %. Частка іспаномовних становила 3,4 % від усіх жителів.
За віковим діапазоном населення розподілялося таким чином: 26,5 % — особи молодші 18 років, 55,4 % — особи у віці 18—64 років, 18,1 % — особи у віці 65 років та старші. Медіана віку мешканця становила 39,4 року. На 100 осіб жіночої статі у місті припадало 91,5 чоловіків;  на 100 жінок у віці від 18 років та старших — 86,4 чоловіків також старших 18 років.
Середній дохід на одне домашнє господарство  становив 48 491 долар США (медіана — 41 855), а середній дохід на одну сім'ю — 60 312 долари (медіана — 49 643). Медіана доходів становила 46 000 доларів для чоловіків та 30 234 долари для жінок. За межею бідності перебувало 20,2 % осіб, у тому числі 23,6 % дітей у віці до 18 років та 8,9 % осіб у віці 65 років та старших.
Цивільне працевлаштоване населення становило 1001 особа. Основні галузі зайнятості: освіта, охорона здоров'я та соціальна допомога — 23,2 %, виробництво — 18,8 %, мистецтво, розваги та відпочинок — 14,7 %.